# Chamaebatia australis
Chamaebatia australis är en rosväxtart som först beskrevs av Brandeg., och fick sitt nu gällande namn av LeRoy Abrams. Chamaebatia australis ingår i släktet Chamaebatia och familjen rosväxter. Inga underarter finns listade i Catalogue of Life.

## Bildgalleri

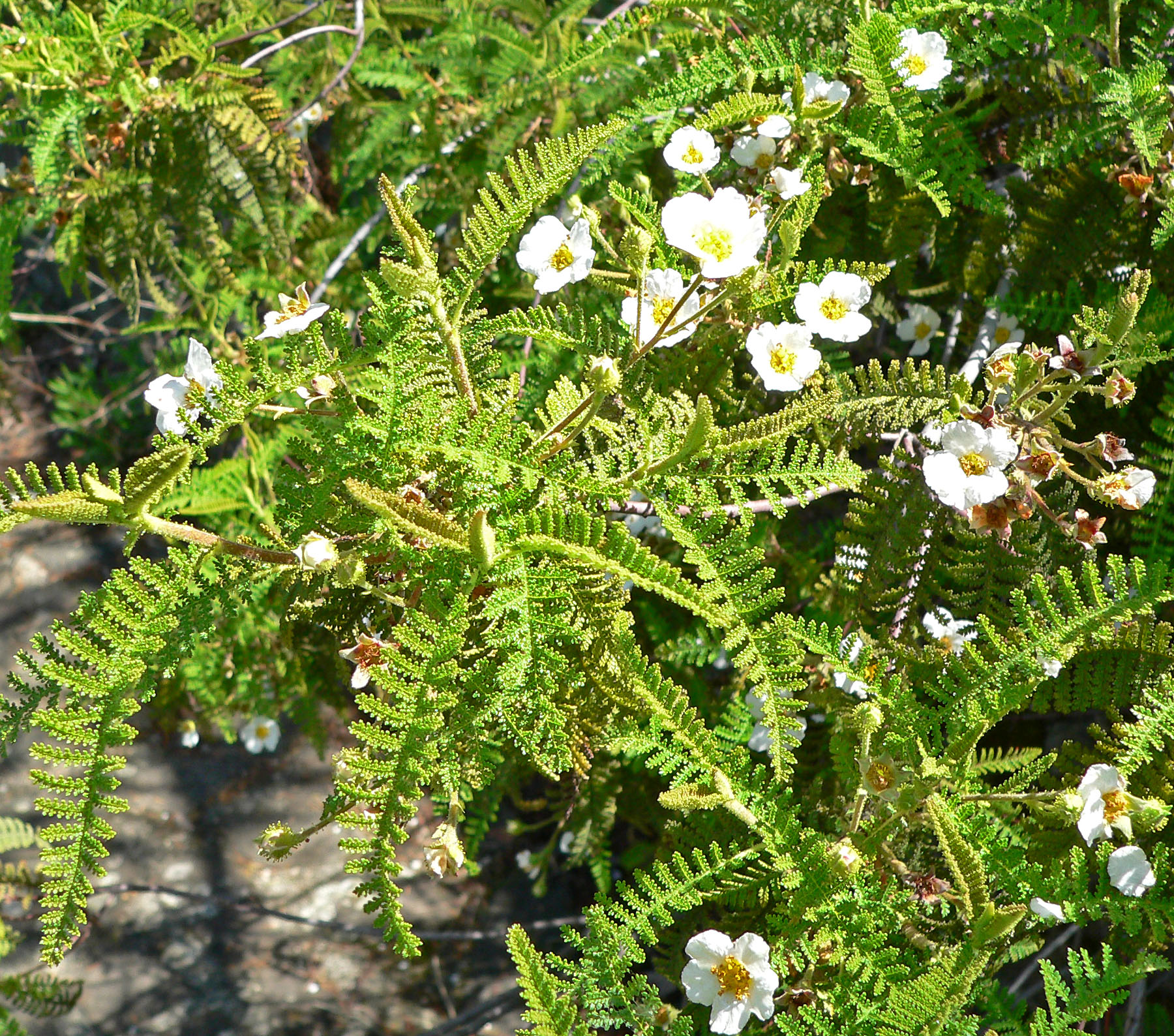
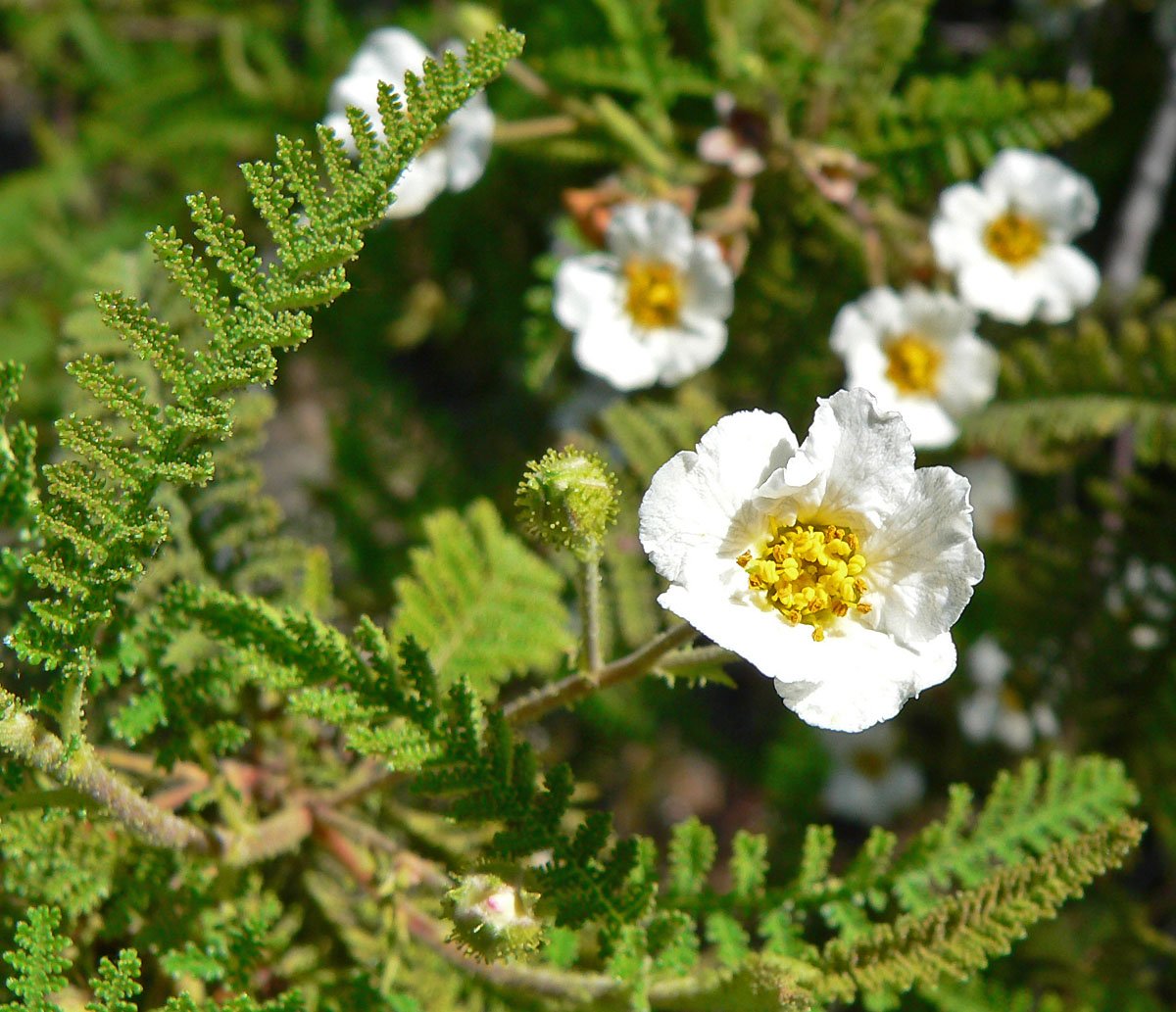
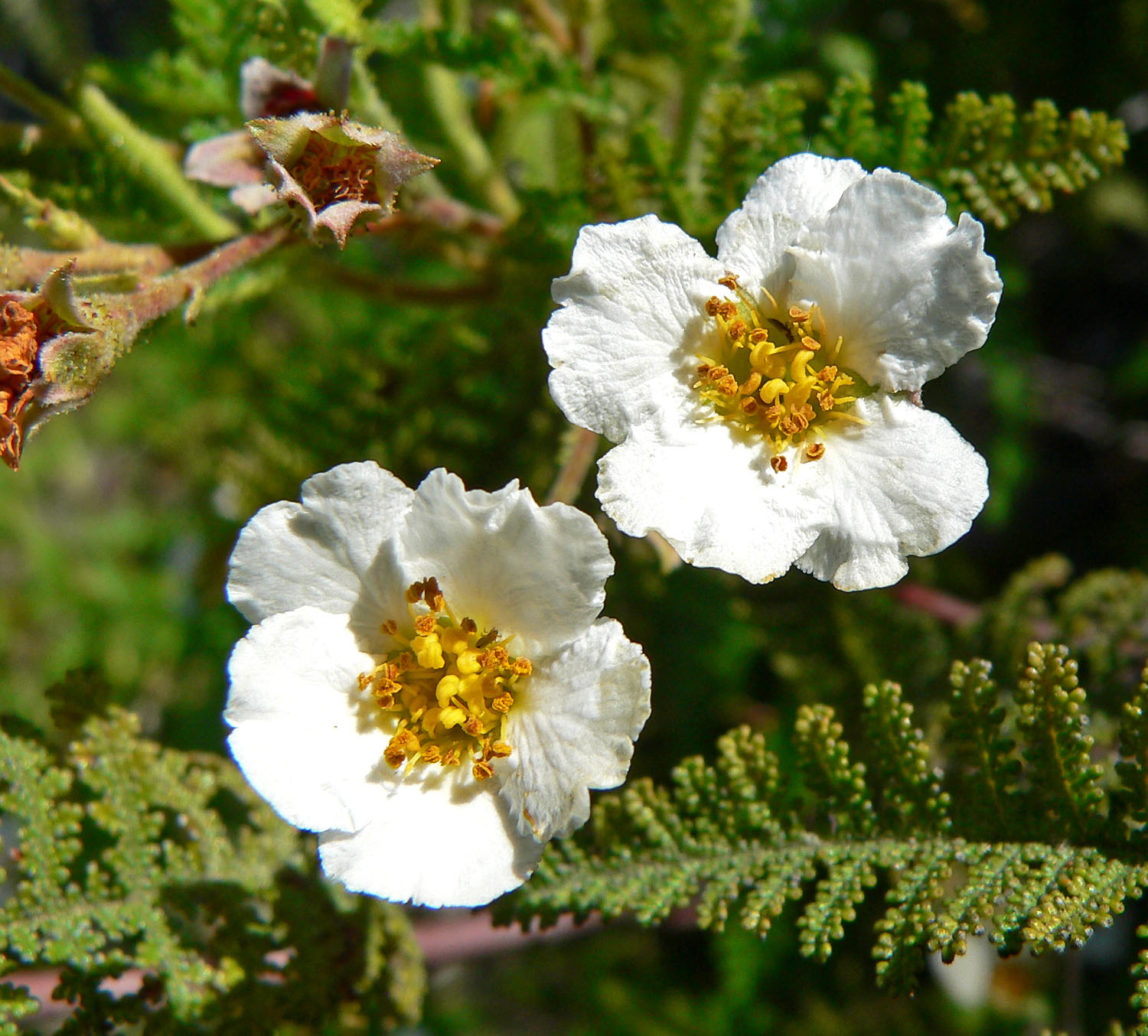
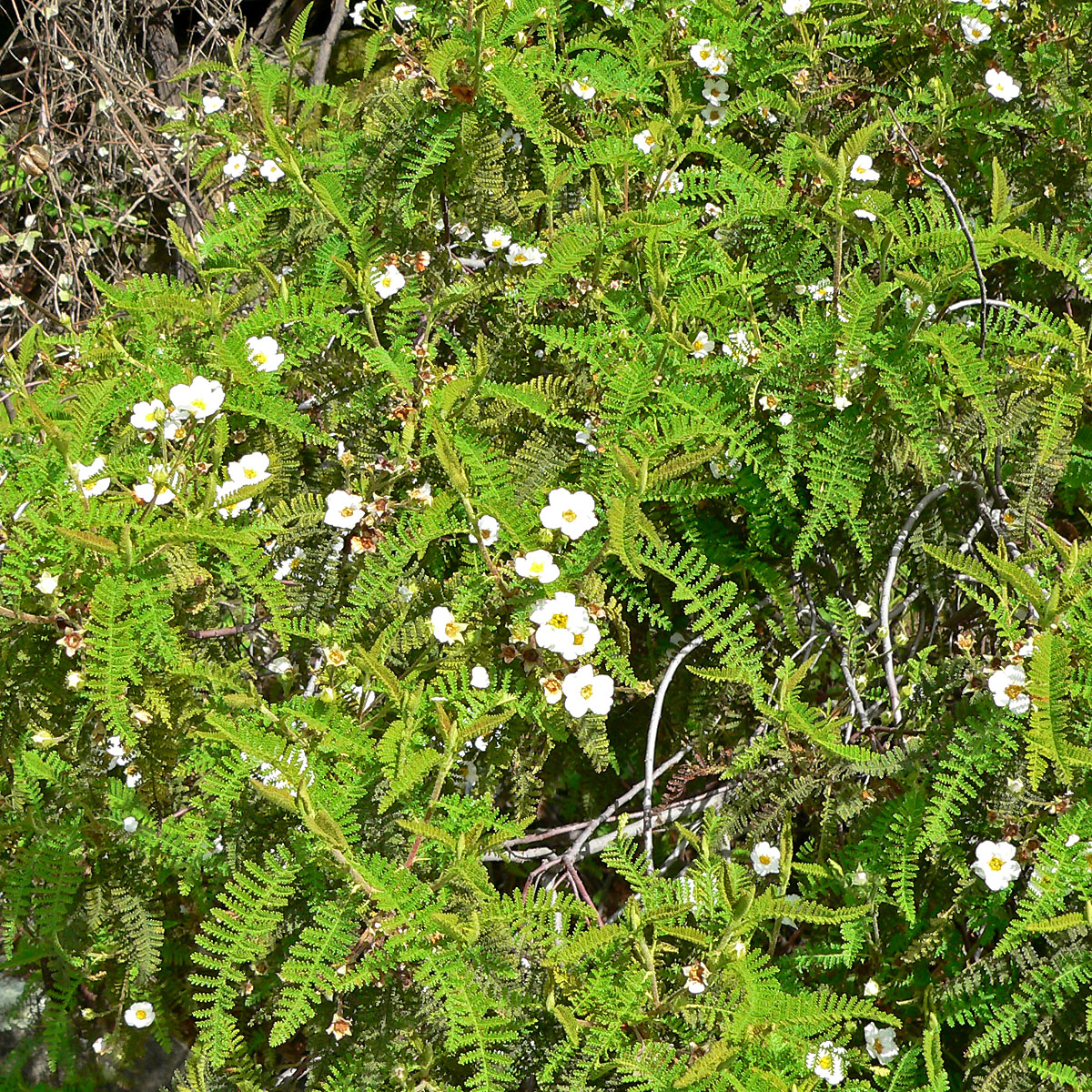
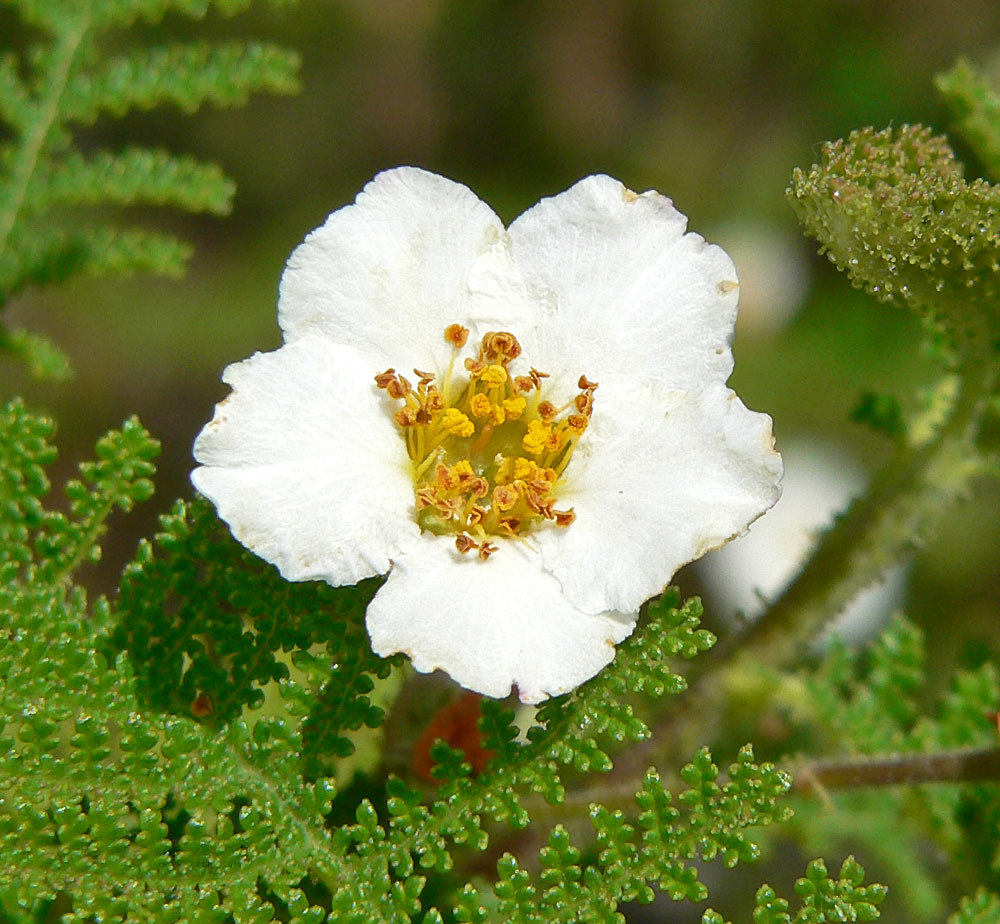
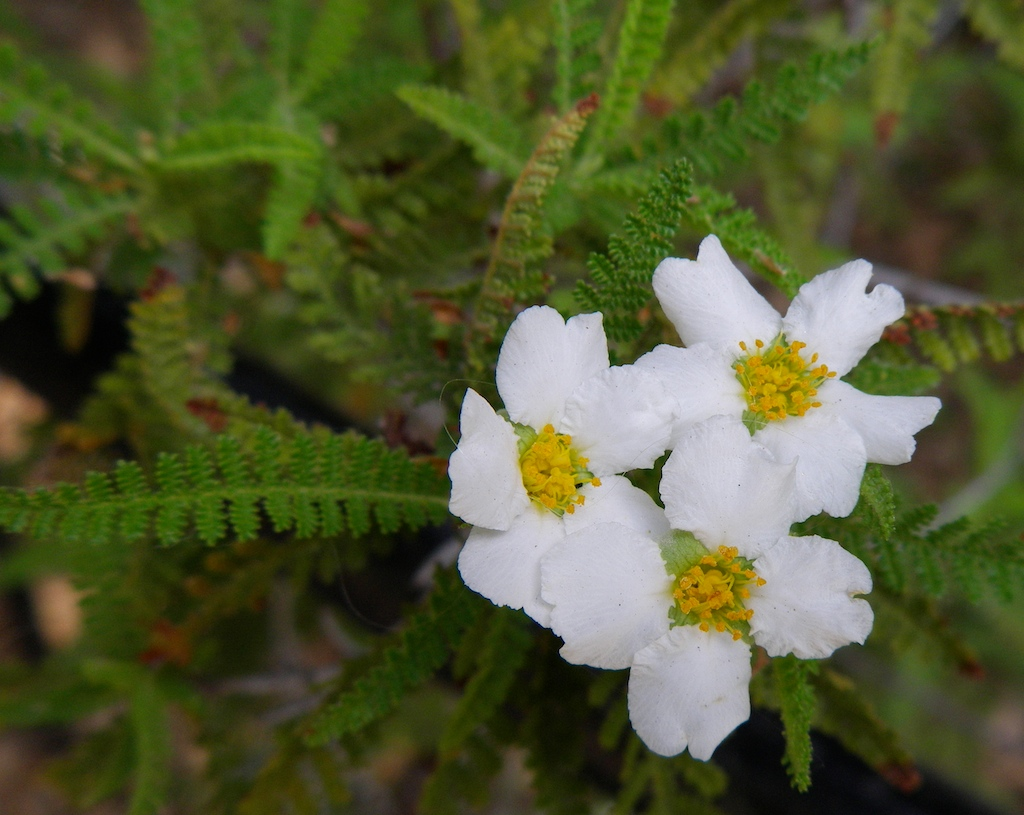